# Songs About Fucking
Albums de Big Black
The Rich Man's Eight Track Tape
(1987) Pigpile
(1992)
Songs About Fucking est le second et dernier album de Big Black.
Encensé par la critique, c'est également le plus grand succès du groupe sur le plan commercial, généralement considéré comme sa meilleure production. Il a été classé à la 54e place du classement des cent meilleurs disques des années 1980 du magazine Pitchfork ; le critique Steve Taylor l'a qualifié d' « album le plus honnête de l'ère du rock'n roll ».
L'album inclut un sample de la chanson The Model de Kraftwerk et une reprise de He's a Whore de Cheap Trick.
Steve Albini lui-même a déclaré qu'il s'agissait de l'album de Big Black dont il avait été le plus satisfait. Dans une interview au fanzine Maximumrocknroll en 1992, il déclare  : « Le meilleur se trouvait sur la face A de Songs About Fucking. Je me suis réjoui de la manière dont nous avons fait ça. Nous avons juste débarqué en studio, déballé toutes les chansons, puis nous sommes partis. Cela n'a pas pris longtemps, n'a pas coûté trop cher, ça s'est fait comme ça. la face B a été enregistrée de façon beaucoup plus relâchée et je pense que cela ne nous a pas fait du bien. Et cette chanson de Cheap Trick s'est retrouvée sur la bande et sur le CD, et nous l'avons juste laissée » .
Les thèmes abordés dans l'album vont des techniques de meurtres sud-américaines (Colombian Necktie), à une galette aux vertus hallucinogènes (Ergot), en passant par une explication de comment « lentement, sans le vouloir, chacun devient ce qu'il méprise le plus. ». Le titre de l'album était généralement censuré par un autocollant dans les magasins.
Les notes du livret contiennent une nouvelle attaque en règle du groupe contre le format digital du disque compact : « The Future Belongs To Analog Loyalists.
Fuck Digital ».
L'album a été enregistré juste avant la séparation du groupe, alors que celle-ci avait été convenue par ses membres.

## Titres
1. The Power of Independent Trucking – 1:27
2. The Model – 2:34
3. Bad Penny – 2:33
4. L Dopa – 1:40
5. Precious Thing – 2:20
6. Colombian Necktie – 2:14
7. Kitty Empire – 4:01
8. Ergot – 2:27
9. Kasimir S. Pulaski Day – 2:28
10. Fish Fry – 2:06
11. Pavement Saw – 2:12
12. Tiny, King of the Jews – 2:31
13. Bombastic Intro – 0:35
14. He's a Whore – 2:37*

- *uniquement disponible sur la version CD

## Personnel
- Dave Riley : Basse
- Santiago Durango (Crédité sous le nom de Melvin Belli) : Guitare
- Steve Albini : Guitare, chant
- Roland TR-606 : Batterie